# جيرالدين شيرمان
جيرالدين شيرمان (بالإنجليزية: Geraldine Sherman)‏ هي ممثلة بريطانية، ولدت في 20 أكتوبر 1940 في ستينز في المملكة المتحدة.

## وصلات خارجية
- جيرالدين شيرمان على موقع IMDb (الإنجليزية)
- جيرالدين شيرمان على موقع قاعدة بيانات برودواي على الإنترنت (الإنجليزية)
- جيرالدين شيرمان على موقع قاعدة بيانات برودواي على الإنترنت (الإنجليزية)
- جيرالدين شيرمان على موقع قاعدة بيانات الفيلم (الإنجليزية)